# 侯于唐
侯于唐，字蓮岳，陝西省西安府三原縣（今陝西省咸陽市三原縣）人，清朝政治人物。
順治九年（1652年）壬辰科進士，改庶吉士。順治十三年，改貴州道監察御史。后改任山西道監察御史。